# 和歌山県道208号秋津川田辺線
和歌山県道208号秋津川田辺線（わかやまけんどう208ごう あきづがわたなべせん）は、和歌山県田辺市内を走る一般県道である。

## 概要
田辺市秋津川から田辺市湊に至る
沿線に集落があるため地元住民が生活道路として利用している。上芳養地内の途中に紀州田辺梅林があり、梅林の前は2車線に整備されている。

### 路線データ
- 起点：和歌山県田辺市秋津川（和歌山県道30号田辺印南線交点）
- 終点：和歌山県田辺市湊（和歌山県道32号紀伊田辺停車場線起点）
- 実延長：17.989 km

## 歴史
- 1994年（平成6年）4月1日 - 和歌山県が一般県道として秋津川田辺線を認定[1]。
- 2022年（令和4年）4月1日 - 稲成ランプ交差点 - 稲成町交差点の区間が国土交通省から和歌山県に移管され、本路線の単独区間となる[2]。

## 路線状況

### 重複区間
- 和歌山県道35号上富田南部線（田辺市稲成町）

### 道路施設

#### 橋梁
- 蟇石橋（稲成川、田辺市）
- 切戸橋（会津川、田辺市）

## 地理

### 通過する自治体
- 和歌山県
  - 田辺市

### 交差する道路
| 交差する道路                            | 交差する場所 | 交差する場所       |
| --------------------------------------- | ------------ | ------------------ |
| 和歌山県道30号田辺印南線                | 秋津川       | 起点               |
| 和歌山県道30号田辺印南線                | 上芳養       | 田辺市上芳養交差点 |
| 和歌山県道35号上富田南部線 重複区間起点 | 稲成町       |                    |
| 和歌山県道35号上富田南部線 重複区間終点 | 稲成町       |                    |
| 国道42号                                | 稲成町       | 稲成ランプ交差点   |
| 国道424号                               | 稲成町       | 稲成町交差点       |
| 和歌山県道29号田辺龍神線                | 高雄1丁目    | 会津交差点         |
| 和歌山県道207号上万呂北新町線           | 高雄1丁目    |                    |
| 和歌山県道32号紀伊田辺停車場線          | 湊           | 終点               |

### 交差する鉄道
- 紀勢本線

### 沿線
- 田辺市立稲荷小学校
- JR西日本紀勢本線 紀伊田辺駅